# Премія БАФТА у кіно (70-та церемонія вручення)
70-та церемонія вручення нагород Британською академією телебачення та кіномистецтва, більш відома як БАФТА, за досягнення в сфері кінематографа за 2016 рік відбулася 12 лютого 2017 року в Королівському театрі Ковент-Гарден в Лондоні. Номінанти були оголошені Домініком Купером та Софі Тернер 10 січня 2017 року. Ведучим церемонії буде Стівен Фрай. Найбільше номінації отримав фільм-мюзикл «Ла-Ла Ленд» — 11, по 9 номінацій отримали фільми «Прибуття» і «Нічні тварини», 6 номінацій отримав «Манчестер біля моря», по 5 — «З міркувань совісті», «Лев», «Фантастичні звірі і де їх шукати» і «Я, Деніел Блейк», найбільше перемог отримав «Ла-Ла Ленд» — 5.

## Список лауреатів та номінантів

Лауреати премії
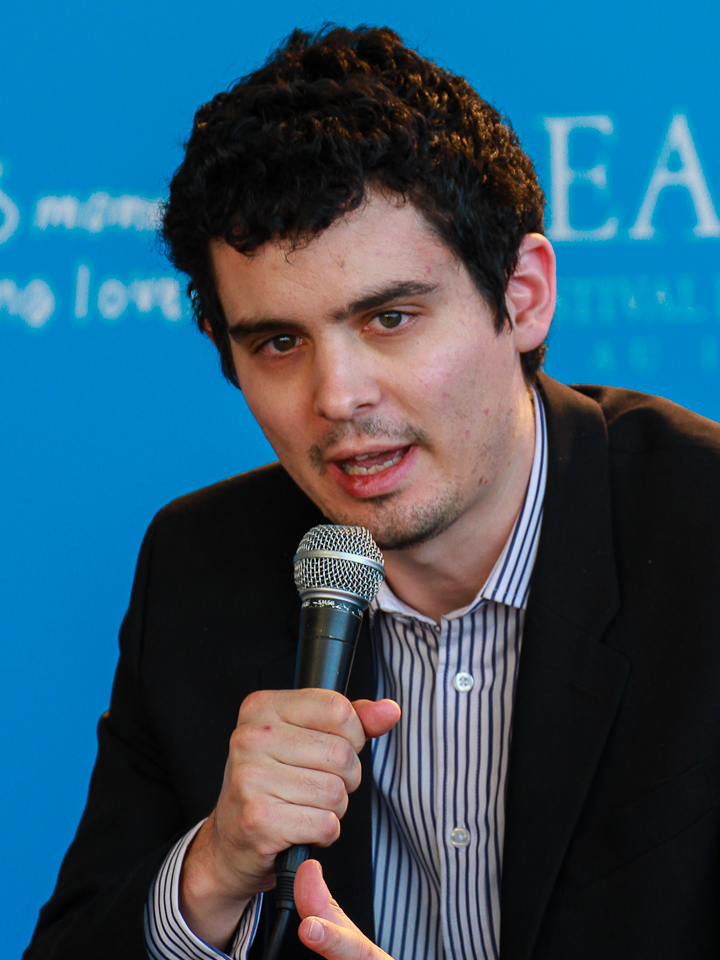
Демієн Шазелл, «Найкращий режисер»
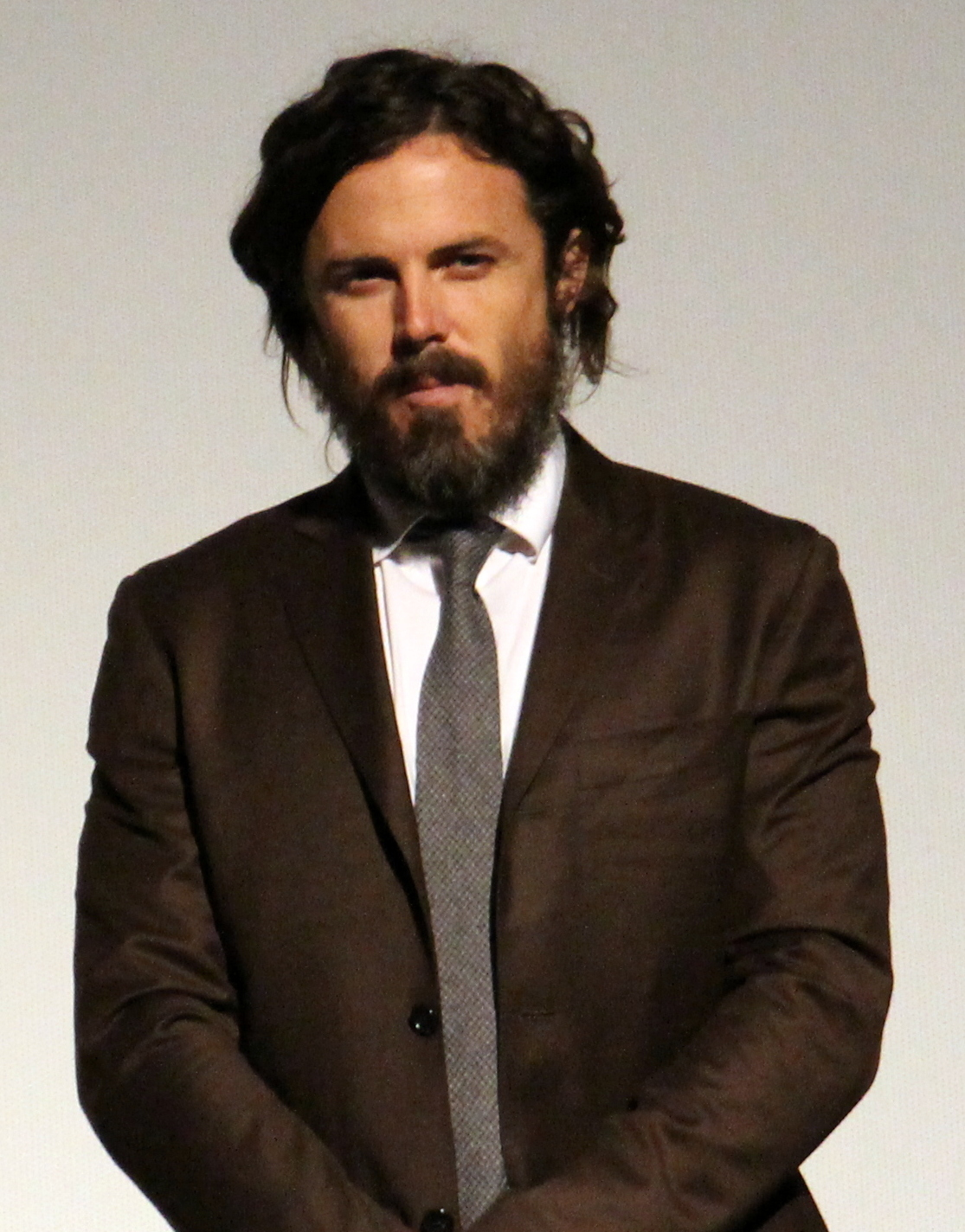
Кейсі Аффлек, «Найкраща чоловіча роль»
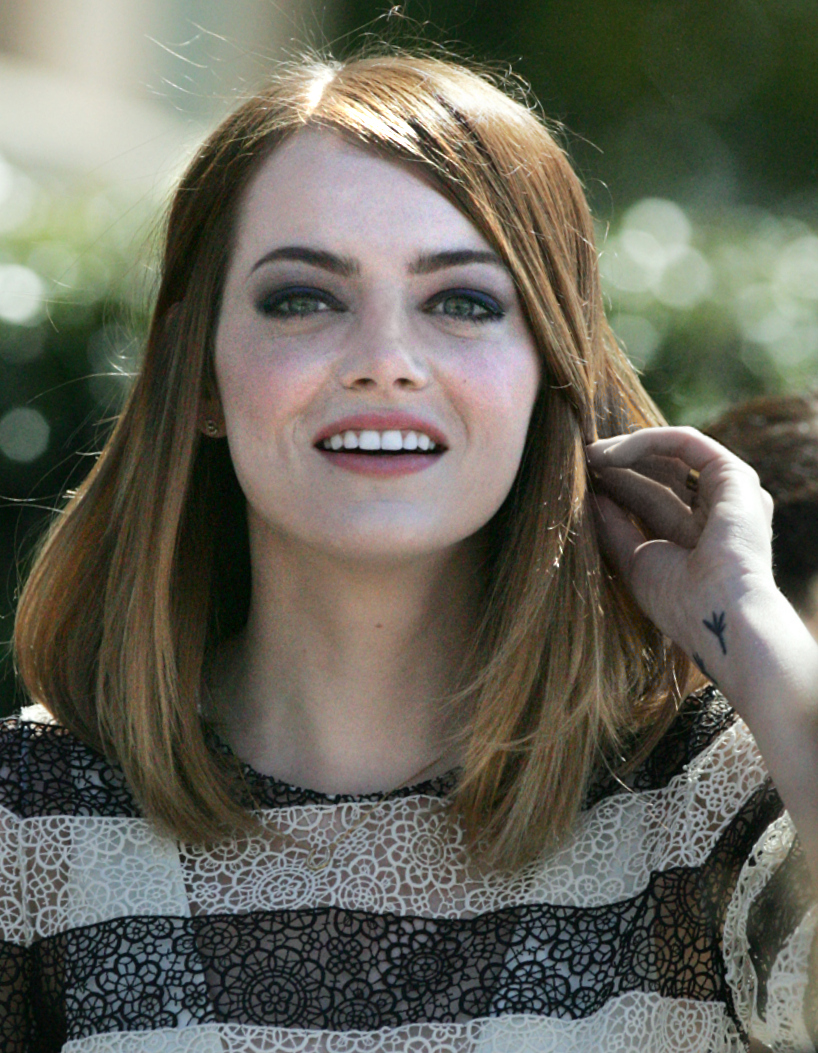
Емма Стоун, «Найкраща жіноча роль»
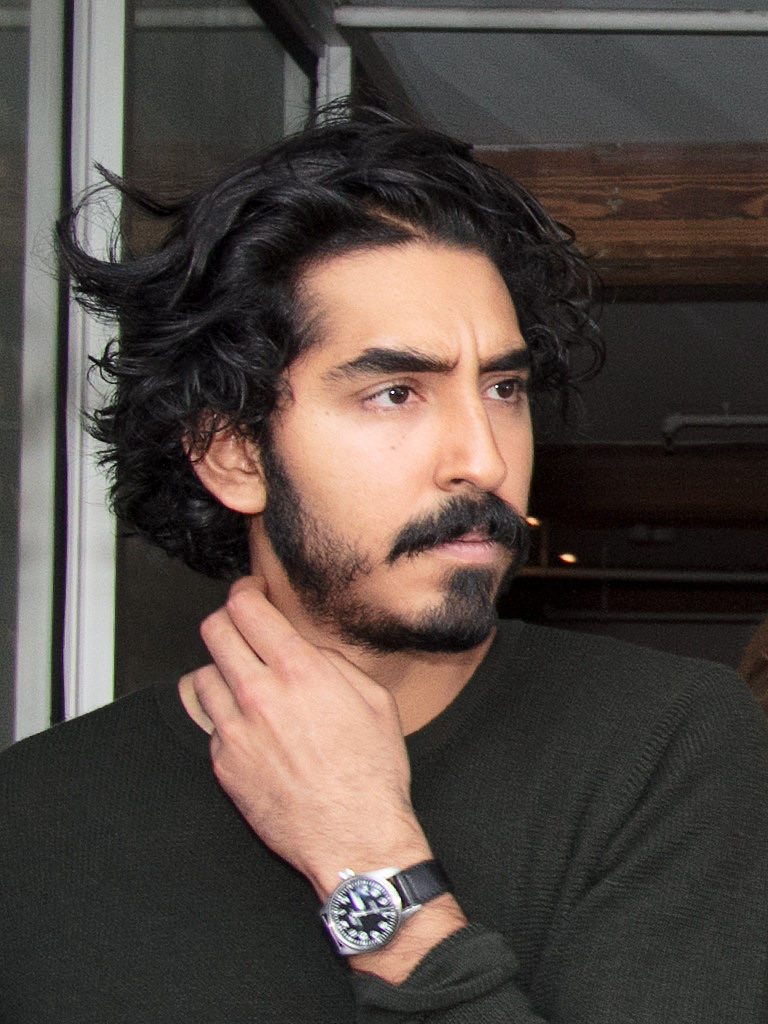
Дев Пател, «Найкраща чоловіча роль другого плану»
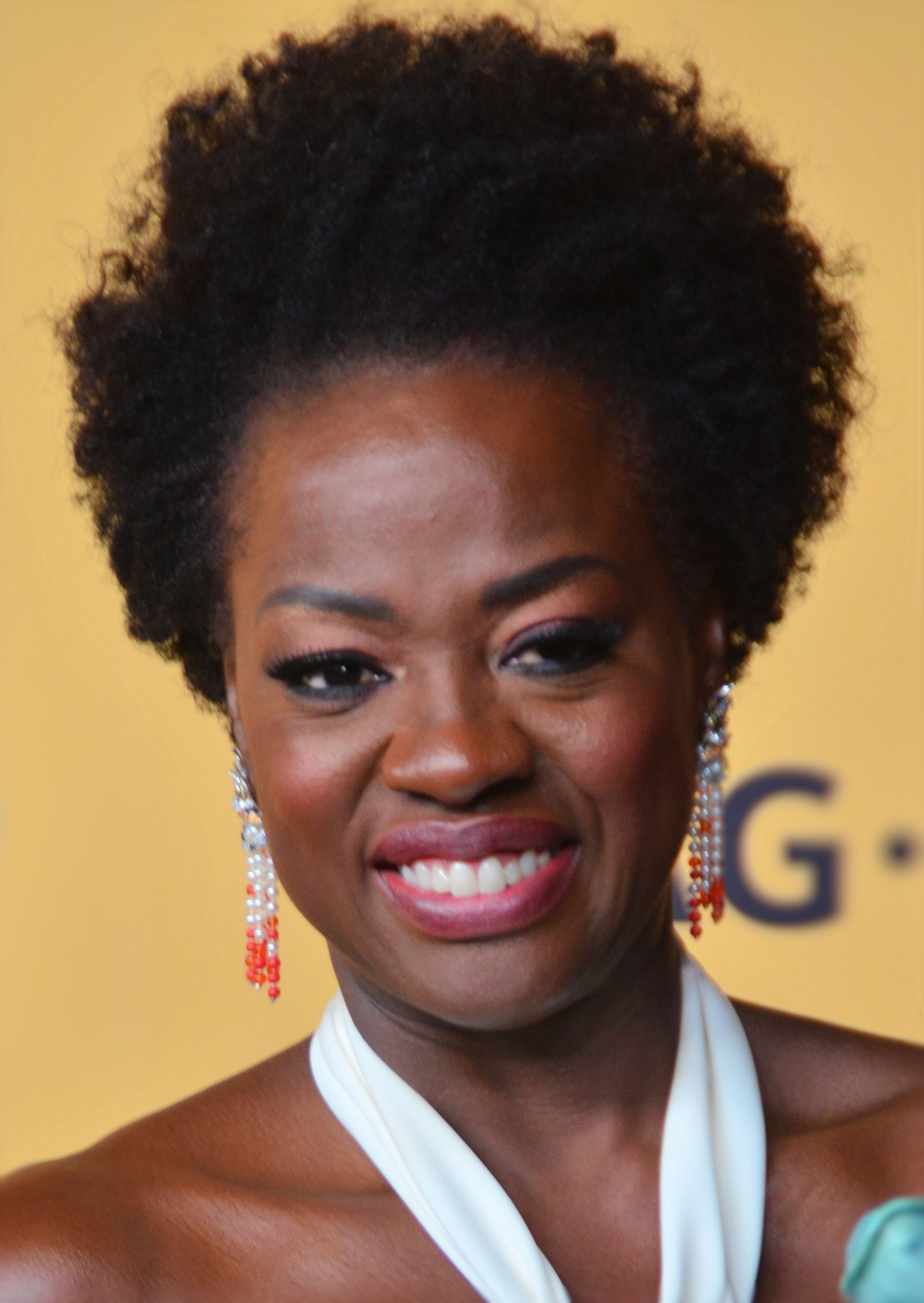
Віола Девіс, «Найкраща жіноча роль другого плану»

| Найкращий фільм | Найкращий режисер |
| --- | --- |
| «Ла-Ла Ленд» — Фред Бергер, Джордан Горовіц - «Манчестер біля моря» — Лорен Бек, Метт Деймон, Кріс Мур, Кімберлі Стюард, Кевін Дж. Волш - «Місячне сяйво» — Аделе Романськи, Деде Гарднер, Джеремі Клейнер - «Прибуття» — Дені Вільньов, Шон Леві, Девід Лінд, Аарон Райдер - «Я, Деніел Блейк» — Ребекка О'Брайєн                                                               | Демієн Шазелл — «Ла-Ла Ленд» - Кеннет Лонерган — «Манчестер біля моря» - Том Форд — «Нічні тварини» - Дені Вільньов — «Прибуття» - Кен Лоуч — «Я, Деніел Блейк» |
| Найкраща чоловіча роль | Найкраща жіноча роль |
| Кейсі Аффлек — «Манчестер біля моря» (Лі Чендлер) - Ендрю Гарфілд — «З міркувань совісті» (Дезмонд Досс) - Раян Гослінг — «Ла-Ла Ленд» (Себастьян) - Джейк Джилленгол — «Нічні тварини» (Тоні Гастінгс) - Вігго Мортенсен — «Капітан Фантастік» (Бен) | Емма Стоун — «Ла-Ла Ленд» (Міа Долан) - Емі Адамс — «Прибуття» (Луїз Бенкс) - Емілі Блант — «Дівчина у потягу» (Рейчел Вотсон) - Наталі Портман — «Джекі» — (Жаклін Кеннеді) - Меріл Стріп — «Флоренс Фостер Дженкінс» (Флоренс Фостер Дженкінс) |
| Найкраща чоловіча роль другого плану | Найкраща жіноча роль другого плану |
| Дев Пател — «Лев» (Сару Брірлі) - Магершала Алі — «Місячне сяйво» (Хуан) - Джефф Бріджес — «Будь-якою ціною» (Маркус Гамілтон) - Г'ю Грант — «Флоренс Фостер Дженкінс» (Сейнт-Клер Бейфілд) - Аарон Тейлор-Джонсон — «Нічні тварини» (Рей Маркус) | Віола Девіс — «Паркани» (Роуз Макссон) - Наомі Гарріс — «Місячне сяйво» (Паула) - Ніколь Кідман — «Лев» (С'ю Брірлі) - Гейлі Сквайрс — «Я, Деніел Блейк» (Кеті) - Мішель Вільямс — «Манчестер біля моря» (Ренді) |
| Найкращий оригінальний сценарій | Найкращий адаптований сценарій |
| Кеннет Лонерган — «Манчестер біля моря» - Демієн Шазелл — «Ла-Ла Ленд» - Баррі Дженкінс — «Місячне сяйво» - Пол Лаверті — «Я, Деніел Блейк» - Тейлор Шерідан — «Будь-якою ціною» | Люк Дейвіс — «Лев» - Том Форд — «Нічні тварини» - Ерік Гайссерер — «Прибуття» - Тед Мелфі і Еллісон Шредер — «Приховані фігури» - Ендрю Найт, Роберт Шенккан і Рендалл Воллес — «З міркувань совісті» |
| Найкраща операторська робота | Найкращий дебют британського режисера, сценариста чи продюсера |
| Лінус Сандгрен — «Ла-Ла Ленд» - Бредфорд Янг — «Прибуття» - Джиллз Натгенс — «Будь-якою ціною» - Ґреґ Фрейзер — «Лев» - Шеймас Мак-Гарві — «Нічні тварини» | Бабак Анварі (сценарист/режисер) і Емілі Лео, Олівер Роскілл, Лакен Тог (продюсери) — «У тіні» - Каміль Гетін (продюсер) — «Нова ера Z» - Джордж Емпонса (сценарист, режисер, продюсер) і Діонн Волкер (сценарист, продюсер) — «The Hard Stop» - Пітер Міддлтон (сценарист, режисер, продюсер), Джеймс Спінні (сценарист, режисер) і Джо-Джо Еллісон (продюсер) — «Notes on Blindness» - Джон Доннелі (сценарист) і Бен А. Вілльямс (режисер) — «The Pas» |
| Найкращий британський фільм | Найкращий документальний фільм |
| «Я, Деніел Блейк» — Кен Лоуч, Ребекка О'Брайєн - «Американська любка» — Андреа Арнольд, Томас Бенскі, Ларс Кнудсен - «Відмова» — Гері Фостер - «Фантастичні звірі і де їх шукати» — Девід Єйтс, Девід Гейман - «Notes on Blindness» — Пітер Мідлтон, Джеймс Спінні, Майк Бретт, Джо-Джо Еллісон і Стів Джеймісон - «У тіні» — Бабак Анварі, Емілі Лео, Олівер Роскілл, Лакен Тог | «13-ий» — Ава Дюверном - «The Beatles: Eight Days a Week» — Рон Говард - «The Eagle Huntress» — Отто Белл і Стейсі Райсс - «Notes on Blindness» — Пітер Мідлтон, Джеймс Спінні - «Weiner» — Джош Крігман і Еліз Штайнберг |
| Найкраща музика до фільму | Найкращий звук |
| «Ла-Ла Ленд» — Джастін Гурвіц - «Прибуття» — Йоганн Йоганнссон - «Джекі» — Міка Лівай - «Лев» — Гаушка, Дастін О'Галлоран - «Нічні тварини» — Абель Коженьовський | «Прибуття» — Сільвен Бельмар, Клод Ла Гей і Бернард Гаріпі Штробль - «Глибоководний горизонт» — Дрор Могар, Майк Прествуд Сміт, Вайлі Стейтмен і Девід Вайман - «Фантастичні звірі і де їх шукати» — Нів Адірі, Гленн Фрімантл, Саймон Гейз, Енді Нельсон, і Ян Tapp - «З міркувань совісті» — Пітер Грейс, Роберт Маккензі, Кевін О'Коннелл і Енді Райт - «Ла-Ла Ленд» — Мілдред Морган, Ай-Лін Лі, Стів А. Морроу і Енді Нельсон                        |
| Найкраща робота художника-постановника | Найкращі візуальні ефекти |
| «Фантастичні звірі і де їх шукати» — Стюарт Крейг і Анна Піннок - «Доктор Стрендж» — Чарльз Вуд, Джон Буш - «Аве, Цезар!» — Джесс Гончор і Ненсі Гей - «Ла-Ла Ленд» — Девід Васко і Сенді Рейнольдс-Васко - «Нічні тварини» — Шейн Валентино і Мег Еверіст | «Книга джунглів» — Роберт Легато, Ден Леммон, Ендрю Р. Джонс, і Адам Вальдез - «Прибуття» — Луї Морін - «Доктор Стрендж» — Річард Блаф, Стефан Керетті, Пол Корболд, і Джонатан Фоукнер - «Фантастичні звірі і де їх шукати» — Тім Берк, Пабло Грілло, Крістіан Манц, і Девід Воткінс - «Бунтар Один. Зоряні Війни. Історія» — Ніл Корболд, Гал Гікель, Моен Лео, Джон Нолл, і Найджел Самнер                                                             |
| Найкращий дизайн костюмів | Найкращий грим і зачіска |
| «Джекі» — Медлін Фонтейн - «Шпигуни-союзники» — Джоанна Джонстон - «Фантастичні звірі і де їх шукати» — Коллін Етвуд - «Флоренс Фостер Дженкінс» — Консолата Бойл - «Ла-Ла Ленд» — Мері Зоферес | «Флоренс Фостер Дженкінс» — Джей. Рой Гелланд і Даніель Філліпс - «Доктор Стрендж» — Джеремі Вудгед - «З міркувань совісті» — Шейн Томас - «Нічні тварини» — Дональд Моуот і Іоланда Тоусінг - «Бунтар Один. Зоряні Війни. Історія» |
| Найкращий монтаж | Найкращий неангломовний фільм |
| «З міркувань совісті» — Джон Гілберт - «Прибуття» — Джо Волкер - «Ла-Ла Ленд» — Том Крос - «Манчестер біля моря» — Дженніфер Лейм - «Нічні тварини» — Джоан Собел | «Син Саула» - «Діпан» - «Джульєтта» - «Мустанг» - «Тоні Ердманн» |
| Найкращий анімаційний фільм | Найкращий анімаційний короткометражний фільм |
| «Кубо і легенда самурая» — Тревіс Найт - «У пошуках Дорі» — Ендрю Стентон - «Ваяна» — Рон Клементс, Джон Маскер - «Зоотрополіс» — Байрон Говард, Річ Мур | «A Love Story» — Халед Ґад, Анушка Кішані Наанаяккара і Елена Раскомб-Кінг - «The Alan Dimension» — Джек Клінч, Джонатан Гарботл і Мацлі Марш - «Tough» — Дженіфер Женг |
| Найкращий короткометражний фільм | Висхідна зірка |
| «Home» — Шпат Деда, Афолабі Куті, Деніель Маллой і Скотт О'Доннел - «Consumed» — Річард Джон Сеймур - «Mouth of Hell» — Барт Гавіган, Самір Мегановіч, Айлі Сміт, Майкл Вілсон - «The Party» — Фара Абушвеша, Еммет Флемінг, Андреа Гаркін і Конор МакНейл - «Standby» — Джек Ганнон і Шарлотта Реган                                                                            | Том Голланд - Лаія Коста - Лукас Геджес - Рут Негга - Аня Тейлор-Джой |

## Фільми за кількістю номінацій і перемог
| Фільм                                | Номінації | Перемоги |
| ------------------------------------ | --------- | -------- |
| «Ла-Ла Ленд»                         | 11        | 5        |
| «Нічні тварини»                      | 9         | —        |
| «Прибуття»                           | 9         | 1        |
| «Манчестер біля моря»                | 6         | 2        |
| «З міркувань совісті»                | 5         | 1        |
| «Лев»                                | 5         | 2        |
| «Фантастичні звірі і де їх шукати»   | 5         | 1        |
| «Я, Деніел Блейк»                    | 5         | 1        |
| «Місячне сяйво»                      | 4         | —        |
| «Флоренс Фостер Дженкінс»            | 4         | 1        |
| «Будь-якою ціною»                    | 3         | —        |
| «Джекі»                              | 3         | 1        |
| «Доктор Стрендж»                     | 3         | —        |
| «Бунтар Один. Зоряні Війни. Історія» | 2         | —        |